# De tempelbelasting

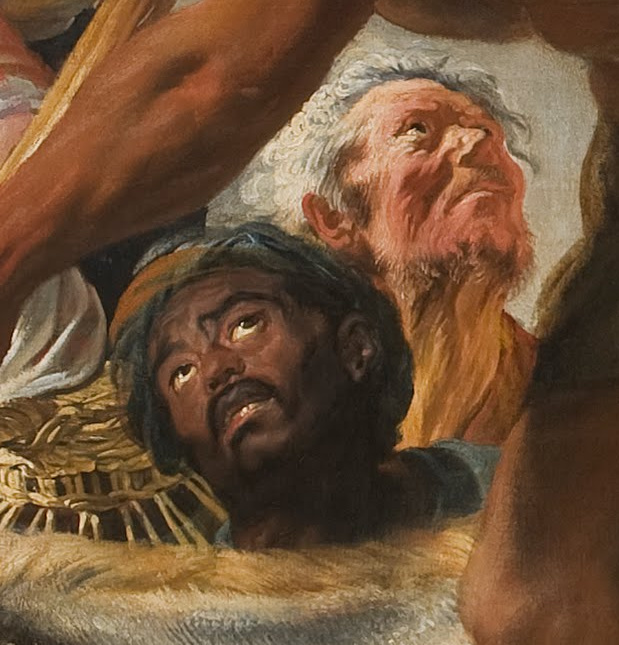
Detail

De tempelbelasting (Deens: Tempelskatten) is een schilderij van Jacob Jordaens gemaakt tussen 1616 en 1634. Het staat ook bekend als Petrus vindt de stater in de bek van de vis. De 17e-eeuwse Duitse kunsthistoricus en schilder Joachim von Sandrart noemde het werk de Veerboot naar Antwerpen, omdat hij er ten onrechte van uitging dat het enkel een genretafereel was waarop de veerboot naar Antwerpen vanaf de steiger te zien is. Het schilderij maakt sinds 1912 deel uit van de collectie van het Statens Museum for Kunst in Kopenhagen.

## Geschiedenis
Het schilderij was in de zeventiende eeuw in bezit van de invloedrijke familie De Geer, oorspronkelijk uit Luik afkomstig. Wellicht bestelde de wapenhandelaar en bankier Louis de Geer (1587-1652) het zelf bij de schilder. Tot 1758 hing het in de hal van het Huis met de Hoofden in Amsterdam. In dat jaar werd het verscheept naar het Zweedse kasteel van de familie in Finspång. In het begin van de twintigste eeuw had de Zweedse politicus Axel Ekman (1869-1939) het schilderij in bezit. Het Statens Museum kocht het in 1912 van hem. 

## Voorstelling
Het schilderij is ontleend aan een verhaal uit het evangelie volgens Mattheüs waarin wordt verteld dat Jezus in Kafarnaüm aan de apostel Petrus vraagt om naar het Meer van Tiberias te gaan om zijn lijn uit te werpen en de mond te openen van de eerste vis die hij vangt. Jezus verzekert Petrus dat hij een muntstuk van vier drachmen in de bek van de vis zal vinden. Met deze munt kan de lokale tempelbelasting voor Jezus en Petrus betaald worden. Het evangelieverhaal vertelt niet hoe de apostel die instructies van Jezus opvolgt en de vis vangt.
Jordaens heeft het bijbelse tafereel afgebeeld als een gebeurtenis die zich afspeelt in het zeventiende-eeuwse Vlaanderen. De compositie laat twee groepen mensen zien: links zitten mensen op een vertrekkende veerboot en rechts staat een groep mannen op een steiger. Een van hen (Petrus) haalt een vis uit het water en kijkt naar de grote munt die hij in de bek heeft gevonden. De vier mannen rondom hem buigen zich verbaasd voorover om de munt te bekijken. Een boer die leunt op zijn koe bekijkt het tafereel vanuit de boot.
De andere passagiers besteden geen aandacht aan de wonderbaarlijke vondst die op de steiger plaatsvindt. Het dolboord van de veerboot steekt maar net boven het water uit, doordat het scheepje zwaar beladen is. Op de boot hijst een man het zeil, terwijl een ander met een roeispaan de boot van de steiger duwt. Het zijn gedrongen, gespierde mannen die alleen lendendoeken dragen. Tussen de benen van de rechter man is een kind te zien dat huilt omdat zijn appel in het water is gevallen. Aan boord is een Afrikaanse man, mogelijk een handelaar, met een exotische tulband en een wit paard. De lucht is bedekt met donkere wolken. Het moet hard waaien, want er staan hoge golven op de rivier en in de verte wordt een boot opgetild door een golf. Twee personen op de veerboot houden de rand van hun hoed vast om te voorkomen dat hij wegwaait.
Jordaens heeft het schilderij met de hulp van medewerkers van zijn atelier een aantal maal uitgebreid. De weergave van het bijbelverhaal werd hierdoor naar het tweede plan verdreven. De veerboot ging de meeste aandacht opeisen.

## Maastrichtse versie
Jordaens schilderde ook een kleinere versie van hetzelfde bijbelverhaal die zich in het Bonnefantenmuseum in Maastricht bevindt. Jordaens heeft slechts een deel van dit werk zelf geschilderd. De rest is door medewerkers van zijn atelier gedaan. Het schilderij, waarschijnlijk geschilderd in de jaren 1630 of begin jaren 1640, is geen voorbereidende schets of een kopie van het eerdere werk, maar eerder een bewerking van hetzelfde onderwerp. De heilige Petrus, die de vis aan het halen is, de halfnaakte matrozen, het kind dat om zijn appel huilt, de bebaarde man en de jongeman met de strooien hoed op de voorsteven bevinden zich allemaal op dezelfde plek en in bijna dezelfde houding als in de oudere versie. Er zijn echter ook figuren veranderd of toegevoegd. Rechts is een klein platform op de steiger te zien, waarop en waaronder talloze mensen staan. Daarachter zijn twee torens afgebeeld waarin de Bakkerstoren en de Sint-Walburgiskerk zijn te herkennen. Deze verdwenen gebouwen stonden dicht bij de kade van de Schelde in Antwerpen. 
Het schilderij in Maastricht is eigendom van de gemeente Amsterdam die het in 1885 in langdurige bruikleen aan het Rijksmuseum gaf, dat het op zijn beurt vanaf 2002 uitleende aan het Bonnefantenmuseum.

## Peter Paul Rubens

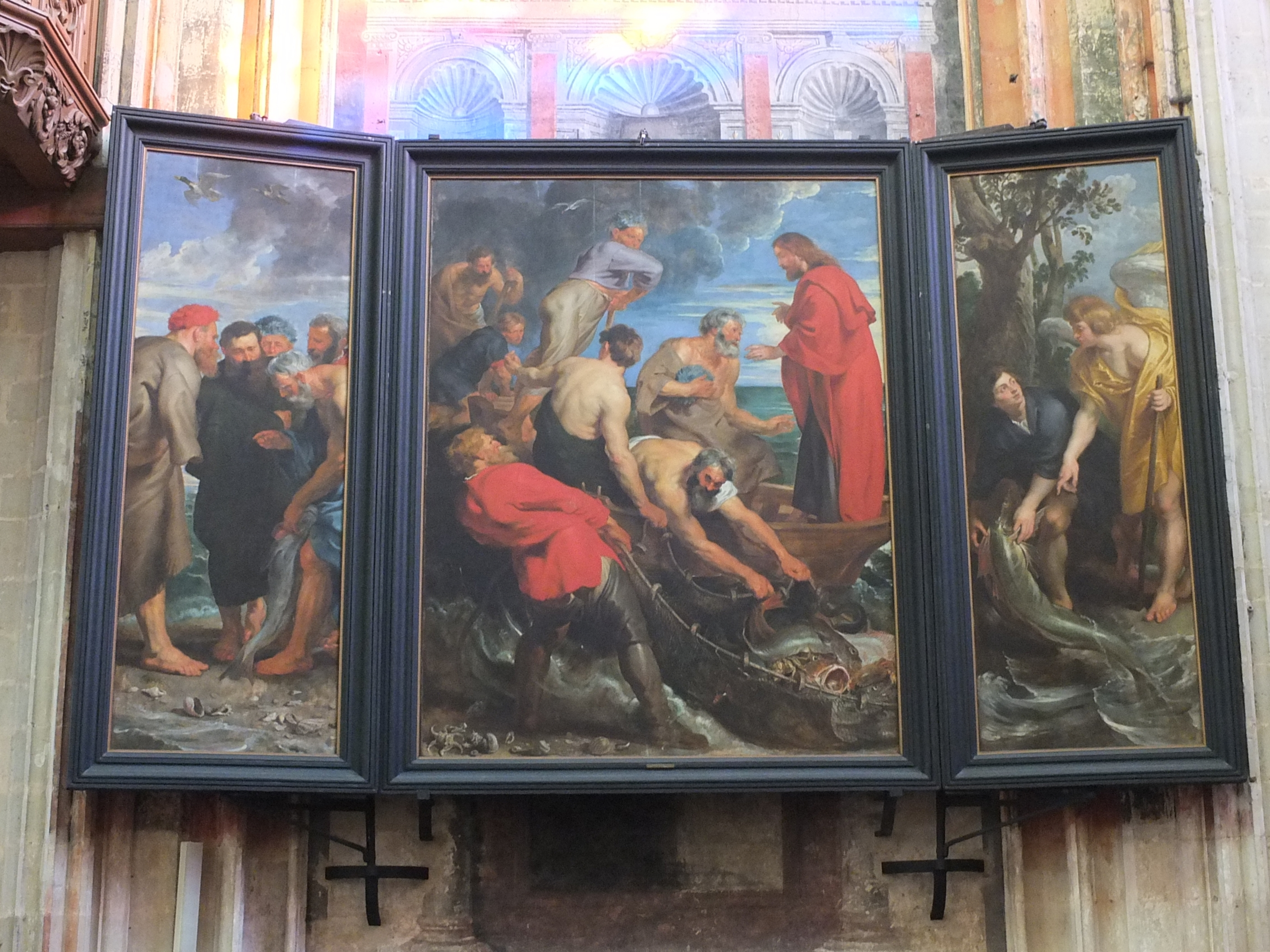
De wonderbare visvangst - Rubens

Peter Paul Rubens en zijn atelier maakten verschillende schilderijen met als onderwerp hetzelfde bijbelverhaal of een variant daarop, bijvoorbeeld het altaarstuk De Wonderbare visvangst uit 1618-1619 in de Onze-Lieve-Vrouw-over-de-Dijlekerk in Mechelen. Jordaens moet bekend zijn geweest met deze werken, omdat verschillende figuren op De tempelbelasting lijken op personen die ook bij Rubens voorkomen.